# 瓦西列-烏斯季米夫卡
50°1′26″N 34°18′42″E / 50.02389°N 34.31167°E
瓦西列-烏斯季米夫卡（烏克蘭語：Василе-Устимівка），是烏克蘭中部的村莊，隸屬波爾塔瓦州的波爾塔瓦區。該村分別距離達馬斯卡2.5公里和拉戈季3公里，面積2.03平方公里，海拔高度145米，2001年人口275。